# 依存性パーソナリティ障害
依存性パーソナリティ障害（いそんせいパーソナリティしょうがい、英語: dependent personality disorder, DPD）は、他者への心理的依存が強く、何事も一人ではできないという広範で持続的な様式を持つパーソナリティ障害である。

## 定義
精神医学的障害の一種である。

## 診断

### DSM-IV-TR
DSM-IV-TRでは、依存性パーソナリティ障害を、「過剰に面倒をみてもらいたい（構ってもらいたい）欲求があり、まとわり付く行動を取り、分離することを恐れる」ことと定義する。また、依存性パーソナリティ障害と診断するいくつかの指針を示している。
1. 他者からの過剰のアドバイスがなければ、物事を決定できない。
2. 責任を負うために、他者を必要とする。
3. 他者からの賛同を失うことを恐れ、反対意見を述べることができない。（この恐怖は、現実的な評価を超えたものである）
4. 自ら物事を開始することができない （これは自信の無さに起因する）
5. 他人からの保護を得るために、不愉快なことまでを行う。
6. 自らを保護することができないという肥大化した恐怖により、精神不安または無力感を覚える。
7. 他者との密接な関係が終わると、過剰に不安になり、保護を得られる新しい者を探しだす。
8. 保護してもらえなくなるという非現実的な恐怖に囚われている。

なお、パーソナリティ障害の診断は、特定のパーソナリティの特徴が成人期早期までに明らかになっており、薬物やストレスなど一過性の状態とも区別されており、臨床的に著しい苦痛や機能の障害を呈している必要がある。

### ICD
ICD-10精神と行動の障害においては、診断コード60.7である。
ICD-10もまた、いかなるパーソナリティ障害の診断においてもパーソナリティ障害の全般的診断ガイドラインを満たすことを求めている。

### 鑑別診断
境界性パーソナリティ障害
見捨てられ不安による対人依存という点では類似しているが依存対象への脱価値化がみられることはまれであり、境界性パーソナリティ障害ほど対人関係は不安定にならない。また境界性パーソナリティ障害ほど激しい自己破壊行動はみられない。
演技性パーソナリティ障害
他人からの注意・関心を強く求めるという点では演技性パーソナリティ障害に類似するが、大げさな振る舞いや虚言癖は見られない。また、依存性パーソナリティ障害よりは外面的な自己評価は高い。
分離不安障害
愛着のある人物から離れることを分離不安障害の患者は嫌がりある種の対人依存に見える。しかし依存性パーソナリティ障害は依存対象がいなくなれば別な人物を探すのに対し、分離不安障害の場合は特定の人物に執着する。

## ゴロ合わせ
DEPENDENT（依存）という言葉の頭文字を使い、依存性パーソナリティ障害の定義を覚えることができる。
- D – Difficulty making everyday decisions
- E – Excessive lengths to obtain nurturance and support from others
- P – Preoccupied with fears of being left to take care of self
- E – Exaggerated fears of being unable to care for himself or herself
- N – Needs others to assume responsibility for his or her life
- D – Difficulty expressing disagreement with others
- E – End of a close relationship is the beginning of another relationship
- N – Noticeable difficulties in initiating projects or doing things on his or her own
- T – “Take care of me” is his or her motto